# Hrabstwo Sequatchie
Hrabstwo Sequatchie (ang. Sequatchie County) – hrabstwo w stanie Tennessee w Stanach Zjednoczonych. Obszar całkowity hrabstwa obejmuje powierzchnię 266,02 mil² (688,99 km²). Według szacunków United States Census Bureau w roku 2009 miało 13 915 mieszkańców.
Hrabstwo powstało w 1857 roku.

## Miasta
- Dunlap[4]

## CDP
- Lone Oak[4]

| Populacja hrabstwa w poprzednich latach | Populacja hrabstwa w poprzednich latach |
| Rok                                     | Liczba ludności                         |
| --------------------------------------- | --------------------------------------- |
| 1980                                    | 8432                                    |
| 1990                                    | 8863                                    |
| 2000                                    | 11 370                                  |
| 2005                                    | 12 691                                  |